# مجد (سمكة)
مجد أو مچد كانت نوعًا من الاسماك القنومية التي عُبدت في البهنسا (باليونانية: Ὀξύρρυγχος) في الدين المصري القديم.
كان يُعتقد أن هذه الأسماك قد أكلت قضيب الإله أوزيريس بعد أن قام أخوه ست بتقطيع جثته وتفريق أجزائها. وقد تم تسمية مدينة في صعيد مصر باسم بر-مچد (بيت مچد) نسبةً إليها. وهي معروفة الآن باسمها اليوناني "أوكسيرينخوس"، والذي يعني "ذو الأنف الحاد"، إشارةً إلى التصوير المصري لهذه الأسماك، وفي العربية تعرف حاليا بالبهنسا. كسمكة مقدسة، يتم تصويرها غالبًامرتدية قرص الشمس ذي القرنين. وبعض التماثيل الصغيرة لها حلقات لتمكين ارتدائها كتعويذات معلقة.
أسماك فيم المياة العذبة أو القنومة النيلي (تحت عائلة Mormyrinae) هي أسماك متوسطة الحجم تعيش في المياه العذبة وموجودة بكثرة في نهر النيل. بعض الأنواع لديها أنوف مميزة منحنية إلى الأسفل، مما يعطيها اسمها الشائع. تم تصوير أسماك أوكسيرينخوس (مچد) على شكل تماثيل برونزية، أو لوحات جدارية، أو توابيت خشبية على شكل أسماك بأنوف منحنية إلى الأسفل، مع تيجان على شكل أقراص الشمس ذات القرون مثل تلك الخاصة بالإلهة حتحور، وقد وُصفت بأنها تشبه أعضاء جنس Mormyrus.